# Camauro

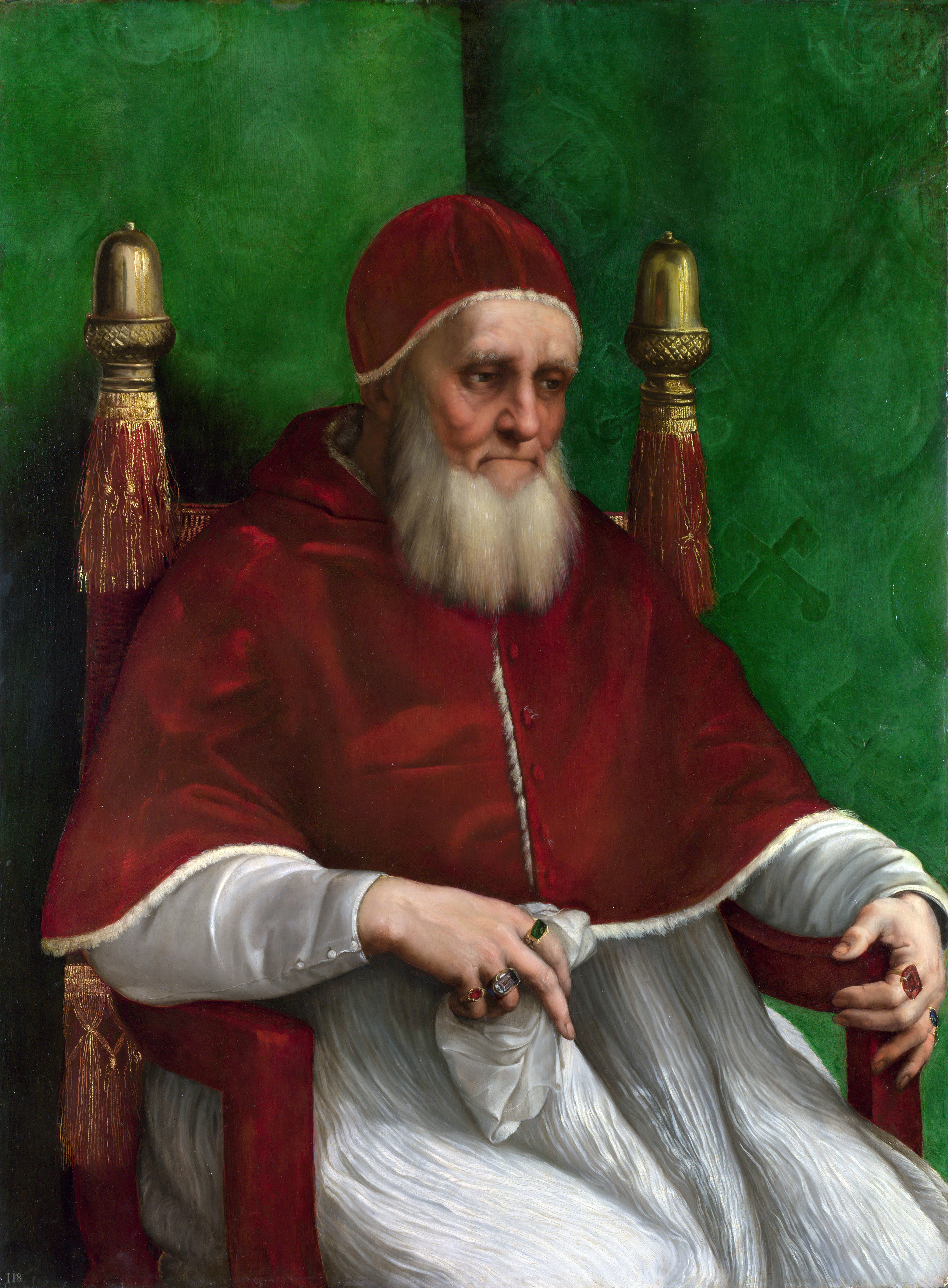
Paus Julius II draagt een rode camauro

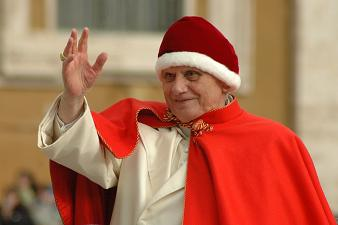
Paus Benedictus XVI herstelde de camauro in ere

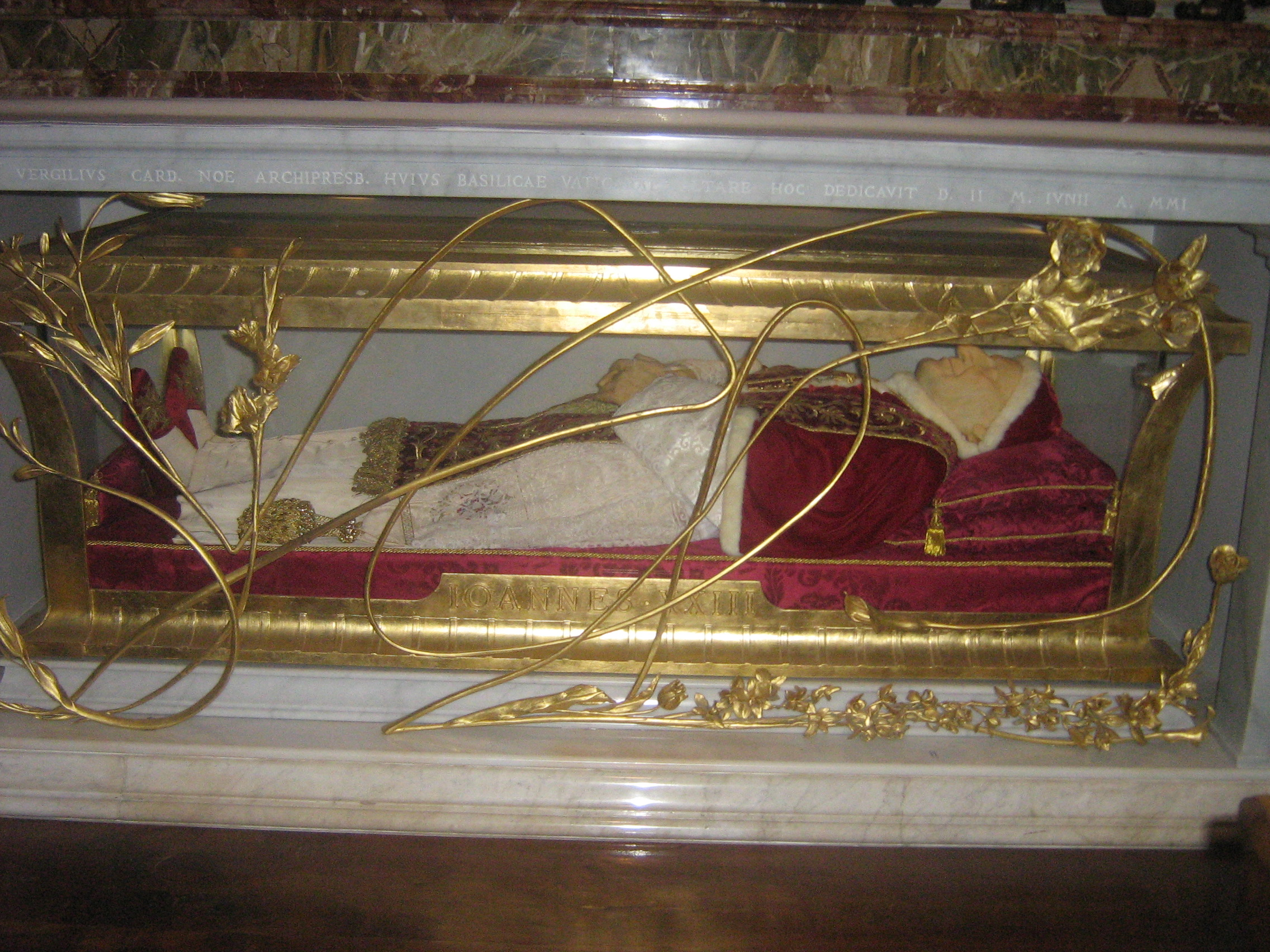
Het opgebaarde lichaam van paus Johannes XXIII, met op zijn hoofd een camauro

Een camauro is een pontificaal hoofddeksel, gemaakt uit rood fluweel en afgezet met bont.
De camauro is de pauselijke variant van de zogenaamde biretta: een opstaand hoofddeksel met drie of vier randen en een bolletje middenop dat door geestelijken van allerlei rangen kan worden gedragen. 
In tegenstelling tot de biretta is de camauro niet veel geëvolueerd sinds de middeleeuwen, waar het toen vooral dienstdeed als een academisch hoofddeksel. De vorm van de hedendaagse camauro komt uit de twaalfde eeuw.
Dit pontificaal kledingstuk raakte op het einde van de 20e eeuw enige tijd in onbruik. Paus Paulus VI (1963 - 1978) en Paus Johannes Paulus II (1978 - 2005) hebben nooit een camauro gedragen.  Paus Benedictus XVI droeg hem opnieuw in december 2005 op het Sint-Pietersplein tijdens zijn wekelijkse audiëntie.
Paus Johannes XXIII is opgebaard met zijn camauro op, in de Sint-Pietersbasiliek.